# Igby
Pour plus de détails, voir Fiche technique et Distribution.
Igby ou Igby en chute libre au Québec (Igby Goes Down) est un film américain réalisé par Burr Steers en 2002.

## Synopsis
À 17 ans, Igby Slocumb se rebelle quotidiennement contre sa famille. Souvent ignoré par ses parents, au profit de son frère, il fuit à New York afin d'éviter l'école militaire. Au cours de ses déambulations, il rencontre Sookie, dont il tombe amoureux. Mais sa famille finit par le rattraper.

## Fiche technique
- Titre : Igby
- Titre québécois : Igby en chute libre
- Titre original : Igby Goes Down
- Réalisation : Burr Steers
- Scénario : Burr Steers
- Musique : Uwe Fahrenkrog-Petersen
- Photographie : Wedigo von Schultzendorff
- Montage : William M. Anderson (en) et Padraic McKinley
- Production : Lisa Tornell et Marco Weber
- Société de production : United Artists, Atlantic Streamline, Crossroads Films, Helkon Media et Igby Productions
- Société de distribution : Bodega Films (France) et Metro-Goldwyn-Mayer (États-Unis)
- Pays :  États-Unis et  Allemagne
- Genre : Comédie dramatique
- Durée : 98 minutes
- Dates de sortie : 
  - États-Unis : 13 septembre 2002
  - France : 7 mai 2003

## Distribution
- Kieran Culkin (VF : Donald Reignoux ; VQ : Hugolin Chevrette) : Igby Slocumb
- Claire Danes (VF : Caroline Victoria ; VQ : Aline Pinsonneault) : Sookie Sapperstein
- Ryan Phillippe (VF : Emmanuel Curtil ; VQ : Martin Watier) : Oliver Slocumb
- Jeff Goldblum (VF : Richard Darbois ; VQ : Jean-Luc Montminy) : D. H.
- Amanda Peet (VF : Julie Dumas ; VQ : Anne Bédard) : Rachel
- Bill Pullman (VF : Michel Papineschi ; VQ : Daniel Picard) : Jason Slocumb
- Susan Sarandon (VF : Béatrice Delfe ; VQ : Claudine Chatel) : Mimi Slocumb
- Jared Harris (VF : Joël Zaffarano ; VQ : Alain Zouvi) : Russel
- Peter Tambakis (VF : Dov Milsztajn) : Oliver à 13 ans
- Bill Irwin (VF : Hervé Bellon) : Lieutenant Ernest Smith
- Nicholas Wyman (VF : Philippe Catoire) : Pompe Funèbres
- Jim Gaffigan (VF : Daniel Lafourcade) : O'Hare Hilton Manager
- Arnie Burton (VF : Yves Beneyton) : Kevin
- Eric Bogosian (VF : Jean-Jacques Nervest) : Mr Nice Guy
- Glenn Fitzgerald (VF : Éric Herson-Macarel) : Tommy
- Gregory Itzin : eulogiste no 2

Source et légende : Version française (V. F.) sur AlloDoublage et Version québécoise (V. Q.) sur Doublage Québec.